# Marcus Dunstan
Pour les articles homonymes, voir Dunstan.
Marcus Dunstan, né le 9 septembre 1975 à Macomb dans l'Illinois aux États-Unis, est un scénariste, producteur et réalisateur américain.

## Biographie
Né à Macomb dans l'Illinois, Marcus Dunstan s'est formé en tant qu'étudiant la cinématographie à l'Université de l'Iowa et en passant tout son temps libre dans les salles de cinéma. Au lycée, il s'est essayé sur quelques films en 16 mm et exécutait lui-même les cascades, il fut ainsi trainé accroché à une voiture, fut également la cible de couteaux volants et à trois reprises une torche humaine. Il obtint le record d'utilisation de faux sang dans un film étudiant. En déménageant à Los Angeles en 1999, il a occupé plusieurs petits emplois, en maison de retraite, en clinique d'optométrie et en vidéoclub tout en passant ses nuits à écrire sur un ordinateur prêté par un camarade scénariste Patrick Melton.

## Carrière
En mars 2005, Marcus Dunstan et Patrick Melton gagnèrent la saison 3 de Project Greenlight avec leur scénario, Feast. Le réalisateur était John Gulager. Le casting du film contenait Krista Allen et Eric Dane et fut produit par Dimension Films et Neo Art & Logic.
Dunstan a écrit les scénarios de Feast, Feast 2: Sloppy Seconds,  Feast 3: The Happy Finish, The Collector, Saw 4, Saw 5, Saw 6 et Saw 3D : Chapitre final.  Il a non seulement écrit le film The Collector, mais l'a aussi réalisé.
Avec son partenaire de travail Patrick Melton, ils ont fait une apparition dans Saw 5, dans lequel ils sortent d'un ascenseur. Il fait également un caméo dans Butcher 2 (réalisé par Adam Green en 2010).

## Filmographie

### Scénariste
- 2005 : Feast
- 2007 : Saw 4
- 2008 : Feast 2: Sloppy Seconds
- 2008 : Saw 5
- 2009 : Feast 3: The Happy Finish
- 2009 : The Collector
- 2009 : Saw 6
- 2010 : The Candidate (court-métrage)
- 2010 : Saw 3D : Chapitre final
- 2011 : Piranha 3DD
- 2012 : The Collection
- 2013 : The Occult de Christian E. Christiansen (avec Patrick Melton)
- 2014 : God of War
- 2014 : Rise de David Karlak (avec Patrick Melton)
- 2016 : The Neighbor  (avec Patrick Melton)
- 2019 : Scary Stories to Tell in the Dark d'André Øvredal
- 2024 : AMFAD All My Friends Are Dead

### Producteur
- 2010 : The Candidate

### Réalisateur
- 2009 : The Collector
- 2011 : The Collection
- 2016 : The Neighbor
- 2020 : The Collected

### Acteur
- Saw 5
- Hatchet 2